# Tlalnepantla (region)
Tlalnepantla (spanska: Región XVI Tlalnepantla) är en region i delstaten Mexiko i Mexiko bildad 2006.
Den gränsar till regionerna Naucalpan och Cuautitlán Izcalli i väst, Tultitlán i norr, Ecatepec i nordost samt huvudstaden Mexico City i syd.
Kommunen Tlalnepantla de Baz tillhörde regionen Zumpango fram tills 2006 då den bröts ut till egen region.

## Kommuner i regionen
Regionen består av bara av kommunen Tlalnepantla de Baz (2020).